# هاکاکو
هاکاکو (به ارمنی: Հակակու) یک منطقهٔ مسکونی در جمهوری آرتساخ است که در استان هادروت واقع شده‌است. هاکاکو  ۱۴۵ نفر جمعیت دارد.